# 永住外国人の地方参政権を慎重に考える勉強会
永住外国人の地方参政権を慎重に考える勉強会（えいじゅうがいこくじんのちほうさんせいけんをしんちょうにかんがえるべんきょうかい）とは、永住外国人への地方選挙権付与に反対する旧民主党系国会議員による勉強会。 2008年1月30日に結成された。現在は立憲民主党・無所属から構成されている。代表世話人は渡部恒三。

## 概要
民主党は、永住外国人に地方選挙権を付与する法案を1998年、2000年に提出していたが、いずれも廃案となっていた。民主党は、党員資格に国籍条件を必要としておらず、外国人参政権推進を党のインデックスに加えているものの、第45回衆議院議員総選挙の際に出した民主党Manifesto2009では外国人参政権に全く触れていなかった。外国人参政権については民主党内にも反対意見が多い。
2012年12月の第46回衆議院議員総選挙・2013年7月の第23回参議院議員通常選挙での民主党の惨敗により、参加者は大幅に減少した。しかし、2014年12月の第47回衆議院議員総選挙では吉田は落選したが、岡本・吉良・牧の3人は返り咲き、水戸は衆院初当選を果たし政界復帰した。

## 過去の在籍者

### 衆議院議員
「†」は物故者。
自由民主党
- 長島昭久[注 1]（8回、比例東京・東京30区）

立憲民主党
- 渡辺周[注 2]（10回、静岡6区）
- 大島敦[注 2]（9回、埼玉6区）
- 小宮山泰子[注 3]（8回、埼玉7区）
- 牧義夫[注 4]（8回、愛知4区）
- 笠浩史（8回、神奈川9区）
- 岡本充功[注 5]（6回、愛知9区）

日本維新の会
- 市村浩一郎[注 6]（5回、比例近畿・兵庫6区）

日本保守党
- 河村たかし[注 7]（6回、愛知1区）

無所属
- 松原仁[注 8]（9回、東京26区）
- 吉良州司[注 9]（7回、大分1区）
- 北神圭朗[注 10]（5回、京都4区）

### 元衆議院議員
民主党
- 神風英男[注 11]（3回、比例北関東・埼玉4区）

希望の党
- 田村謙治[注 12]（3回、比例東海・静岡4区）
- 松野頼久[注 13]（6回、比例九州・熊本1区）

旧国民民主党
- 渡部恒三[注 14]（14回、福島4区）†

立憲民主党
- 吉田泉[注 15]（5回、比例東北・福島5区）

自由民主党
- 鷲尾英一郎[注 16]（5回、比例北陸信越・新潟2区）

日本維新の会
- 水戸将史[注 17]（1回・参院1回、比例南関東・神奈川5区）

無所属
- 近藤洋介 [注 18]（5回、山形2区）
- 三谷光男[注 19]（2回、比例中国・広島5区）

### 元参議院議員
民主党
- 田名部匡省[注 20]（2回・衆院6回、青森県）†
- 西岡武夫[注 21]（2回・衆院11回、比例区）†

無所属
- 山根隆治[注 22]（2回、埼玉県）†